# طوابع البريد والتاريخ البريدي لقطر
كانت قطر محمية بريطانية منذ عام 1916 حتى حصلت على استقلالها في 3 سبتمبر/آيلول 1971. امتثالاً لالتزامات المعاهدة استمرت الطوابع البريدية قيد الاستخدام. صدرت الطوابع بفئات الروبية الهندية مع طباعة كلمة قطر باللغة الإنكليزية. حتى عام 1950، تُدار الخدمة البريدية في البلاد عن طريق مكتب بريد هندي في البحرين. افتتح مكتب بريطاني في الدوحة لبيع طوابع وكالات البريد البريطانية في شرق شبه الجزيرة العربية حتى عام 1957 عندما دخلت الطوابع البريطانية المطبوعة. تولت مؤسسة قطر مسؤولية إدارة البريد في مايو/آيار 1963 وانضمت إلى الاتحاد البريدي العالمي في يناير/كانون الثاني 1969. صدرت أول طوابع قطرية في عام 1961، وأصدرت دولة قطر طابعاً بمناسبة الاستقلال في يناير/كانون الثاني 1972. ومنذ ذلك الحين، استمرت مؤسسة بريد قطر في إدارة البريد في البلاد وإصدار طوابعها التي تتعلق في معظمها بقطر نفسها.

## تأسيس خدمة البريد المعاهدة
حتى عام 1915، كانت قطر جزءًا من الإمبراطورية العثمانية، رغم أنها تحت حكم أمير محلي من سلالة آل ثاني التي تأسست عندما توحدت البلاد في عام 1851. في عام 1915، كان الأمير هو الشيخ عبد الله بن جاسم آل ثاني (1880-1957). في أغسطس/آب 1915، استولت القوات البريطانية التي تُقاتل ضد العثمانيين في الحرب العالمية الأولى على قطر. في عام 1916، كما هو الحال في الدول العربية الأخرى في الخليج العربي (باستثناء العراق والمملكة العربية السعودية)، وافق الأمير على أن تصبح البلاد محمية بريطانية وتعهدت بريطانيا العظمى بإدارة خدمة بريدية. ظلت قطر تتمتع بعلاقات معاهدة خاصة مع بريطانيا العظمى حتى 3 سبتمبر/آيلول 1971، عندما أصبحت دولة مستقلة.
حتى عام 1950، يتعين إرسال أي بريد بشكل خاص إلى مكتب البريد في البحرين، حيث تعمل إدارة البريد الهندية منذ عام 1884. بعد تقسيم الهند عام 1947، أصبح البريد في البحرين يُدار من بريطانيا العظمى. في 18 مايو/آيار 1950، تأسست إدارة بريدية بريطانية في الدوحة، وجرت بعض الإلغاءات الأولية في المكتب السياسي البريطاني هناك. وهذا الترتيب لم يكن مرضياً، استمر إرسال البريد إلى البحرين لمدة شهرين حتى قُدمت عملية إلغاء رسمية في الدوحة في يوليو/تموز. وفي أغسطس/آب، افتتح مكتب بريد للجمهور في الدوحة، وفصل الخدمة عن المكتب السياسي. وفي الأول من فبراير/شباط 1956، افتُتح مكتب بريد ثانٍ في ميناء أم سعيد النفطي، ومكتب ثالث في دخان على الساحل الغربي في يناير/كانون الثاني 1960. تأسست إدارة البريد القطرية في 23 مايو 1963.

## طوابع الوكالة البريطانية

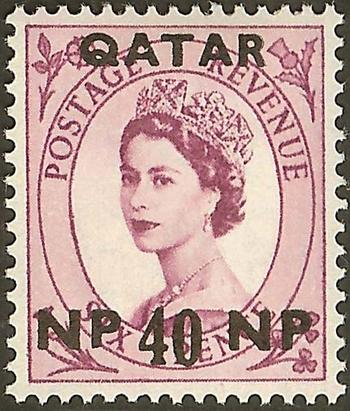
طابع بريدي بريطاني من سلسلة Wilding ، صدر في الأول من أبريل 1957، وتمت طباعته للاستخدام في قطر

حتى أغسطس/آب 1950، كانت الطوابع البريطانية التي تحمل اسم البحرين قيد الاستخدام. من أغسطس/آب 1950 إلى 31 مارس/آذار 1957، باعت مكاتب البريد طوابع عامة لوكالات البريد البريطانية في شرق شبه الجزيرة العربية. لم تُطبع. وبيعت نفس الطوابع في مسقط ودبي. وكانت متوفرة أيضًا في البحرين والكويت عندما دعت الحاجة. ميان محمد رفيق أحمد (1919-2001)، وهو باكستاني، أول مدير عام لبريد قطر، وعين في عام 1955. سُحبت طوابع الوكالة من البيع في أبريل/نيسان1957 وظلت صالحة على الرغم من ذلك وتُختم بالبريد عند استخدامها.

## الطبعات البريطانية
الإصدار الافتتاحي لقطر في 1 أبريل/نيسان1957 عبارة عن اثني عشر عملة بريطانية نهائية من سلسلة Wilding وثلاث عملات تذكارية ذات قيمة أعلى من سلسلة "Castles". وطُبع على جميع العملات اسم دولة قطر، وأضيفت إليها قيمة بالعملة الهندية تتراوح من 1 ناي بيسة (1np) إلى 10روبيات هندية (10r). العملة المتداولة في قطر في ذلك الوقت 100 ناي بيسة = 1 روبية. الطوابع البريطانية هي السلسلة النهائية لعام 1952 وتتميز بصورة دوروثي وايلدينج للملكة إليزابيث الثانية والطوابع التذكارية الثلاثة لعام 1955 للقلاع في كاريكفيرجوس (2 شلن و6 بنسات)، وكارنارفون (5 شلنات)، وإدنبرة (10 شلنات)، وتضمنت أيضًا صورة وايلدينج. هناك سبعة تصميمات أساسية للعملات النقدية النهائية بقيم تتراوح من نصف بنس (½d) إلى شلن واحد وستة بنسات (1s و6d). وفي وقت لاحق عام 1957، صدرت ثلاثة طوابع من سلسلة اليوبيل الكشفي البريطاني، وفي عام 1960 صدرت سلسلة أخرى من طوابع وايلدينج مع علامة مائية مختلفة. كما هو الحال مع الإصدار الافتتاحي، طبعت هذه الأوراق النقدية باسم قطر وفرضت رسوم إضافية عليها بالعملة الهندية.

## القضايا القطرية
الطوابع الأولى التي تحمل اسم قطر، وليس الطوابع البريطانية التي تحمل اسم قطر، عبارة عن سلسلة من إحدى عشر طابعًا نهائيًا صدرت في 2 سبتمبر/آيلول 1961 وتصور الشيخ أحمد بن علي آل ثاني (1922-1977). في 23 مايو/آيار 1963، تولت مؤسسة بريد قطر مسؤولية الخدمات البريدية في قطر، ومنذ عام 1966 غُيرت العملة المستخدمة على الطوابع من الروبية إلى الدرهم والريال. انضمت مؤسسة قطر إلى الاتحاد البريدي العالمي في 31 يناير/كانون الثاني 1969، وفي عام 2012 استضافت المؤتمر الخامس والعشرين للاتحاد البريدي العالمي. أقيم الحدث من سبتمبر/آيلول إلى أكتوبر/تشرين الأول 2012.
حصلت البلاد على استقلالها في 3 سبتمبر/آيلول 1971 واحتفل بذلك بمجموعة من أربعة طوابع صدرت في 17 يناير/كانون الثاني 1972. ومنذ ذلك الحين، صدرت طوابع تذكارية ونهائية بشكل منتظم، ومعظمها حول مواضيع ذات صلة بقطر. اصدر كتيب طابع بريدي في عام 1977.